# Hertha Federmann
Hertha Federmann (født 9. juli 1882 i Friedrichshagen nær Berlin, død 19. marts 1969) var en tysk forfatter.

## Baggrund
Federmann blev født som Hertha Kaufmann og var datter af bankdirektør Carl Ed. Kaufmann. Federmann lærte i sine unge år Arnold Federmann (1877-1952) at kende, som senere blev tysk jurist, forfatter, kunst- og litteraturhistoriker. Federmann flyttede først til München og nogle år senere sammen med Arnold til Berlin. I en lang årrække boede ægteparret Federmann i Berlin-Zehlendorf. 
Hertha Federmann, hendes mand, Arnold Federmann og hans søster, Margarete Federmann, hjalp hinanden på kryds og tværs i deres forskellige arbejde. I 1908 udgav Hertha Federmann en bog med titlen "Der Schatzbehalter - München, Steinicke & Lehmkuhl. Titeltegningen var udført af Margarete Federmann.
De to kvinder havde et meget tæt forhold til hinanden, og Hertha Federmann deltog i Margarete Federmanns begravelse i Ratzeburg.

## Karriere
Federmanns lidenskab blev digte og sprog, og hun tog senere eksamen fra universitetet, hvorefter hun blev dr. phil.. Federmann lærte sprogene italiensk, engelsk og kinesisk. Hun rejste til Kina, England og Italien og opholdt sig især i Rom i længere tid.
Federmann udgav og oversatte næsten 20 bøger, herunder værker af forfatterne - Dante Alighieri (1265-1321), Jacopone da Todi (1236-1306) og Emily H. Young (1880-1949), og hendes store helt var Dante Alighieri og hans "Guddommelige komedie", som hun oversatte til både tysk og engelsk. På Worldcat kan man se nogle af hendes mange udgivelser.  Hun skrev også artikler til månedsbladet Hochland, som var et katolsk kulturtidsskrift grundlagt i 1903 af Carl Muth. Af flere artikler kan nævnes en artikel om Hermann Hesse, som hun skrev i 1932 i månedsbladet Hochland nummer 29. Hun skrev også andre artikler, og enkelte kan ses i bogen "Deutsches Literatur-Lexikon. Das 20. Jahrhundert" - Band 8, side 313. Hendes mands værker er i bogen beskrevet lige oven over hendes værker.
Enkelte af hendes bøger signerede og dedikerede hun til personer som hun havde en tættere kontakt til. Af flere kan nævnes Walther Georg Hartmann, som hun den 4. juli 1930 sendte en bog. Det var et eksemplar af "Gedichte" trykt hos Deutschherren Verlag, Königsberg 1909 og med et 4-linjers påskrevet digt fra Hertha Federman.
Federmann havde en stor lidenskab for Benito Mussolini og mødte ham både til selskaber i Rom og i 1937 på hans 5-dages statsbesøg i Tyskland og Berlin.
I årene efter anden verdenskrig flyttede ægteparret Federmann til Braunschweig i den tyske delstat Niedersachsen.
I 1952 døde Arnold, og hun flyttede senere til Labenz nær Ratzeburg i delstaten Slesvig-Holsten i det nordlige Tyskland. Her boede hun tæt på mandens søster, Margarete Federmann. Hun fortsatte med at oversætte bøger og holde foredrag. Hertha Federmanns sidste udgivelse er fra 1967 - på det tidspunkt var hun 85 år gammel.
Federmann ligger begravet Federmann-familiegraven på Berlins Zehlendorf-kirkegård (Nordfløj 12).